# The ISME Journal
The ISME Journal: Multidisciplinary Journal of Microbial Ecology è una rivista scientifica sottoposta a revisione paritaria, che pubblica articoli di ricerca originali, articoli di revisione e commenti relativi ad ambiti diversi e integrati tra loro dell'ecologia microbica. Le aree tematiche includono: vita microbica, batteri, gli archaea, gli eucarioti microbici e i virus. È una pubblicazione ufficiale dell'International Society for Microbial Ecology (ISME).
I caporedattori e fondatori sono Mark Bailey e George Kowalchuk. La rivista è pubblicata per conto dell'ISME dalla Nature Publishing Group.
Secondo il Journal Citation Reports, nel 2023 la rivista ha ricevuto un fattore di impatto pari a 10,8. Lo SCImago Journal Rank ha classificato l'ISME Journal al 9º posto fra 152 riviste nella categoria "Microbiologia" e all'11º posto fra 658 riviste nella categoria "Ecologia, Evoluzione, Comportamento e Sistematica".